# Pastoral Popular Luterana
Pastoral Popular Luterana, denominada PPL, é uma associação civil, sem fins lucrativos, de cunho religioso, autônoma em relação ao Estado e a partidos políticos, comprometida com movimentos sociais e comunitários, de caráter assistencial, educacional e de assessoria, formada a partir da atuação de membros, lideranças e ministros/as vinculados à Igreja Evangélica de Confissão Luterana no Brasil - IECLB, mas de caráter ecumênico.
A PPL não possui uma data certa para seu surgimento, tendo ganhado forma no final da década de 1970 e início da década de 1980 em algumas comunidades luteranas da região sul do Brasil. Hoje está presente em vários estados do sul até o Espírito Santo, Mato Grosso, Rondônia, Pará. Inicialmente eram composta somente por pastores e pastoras; em 1984, passou a contar com a participação de leigos engajados em lutas sociais. A sigla PPL teve origem em Esteio/RS, sendo seu principal objetivo “motivar as pessoas para um trabalho popular”, conforme consta em ata do seminário da Pastoral Popular Luterana ocorrida em Palmitos no ano de 1990.
Com sua origem no final da Ditadura militar no Brasil (1964–1985), a PPL se caracterizou como um movimento eclesial com opções de esquerda, de confessionalidade luterana, fazendo uma leitura contextualizada da Teologia da Libertação e da Teologia da Missão Integral, vivenciando o cristianismo sem desvincula-lo das realidades da América Latina. Em oposição à experiência da ditadura, a PPL sempre deu muito valor à formação, organização e protagonismo popular, a partir de uma visão de fé motivado pela Teologia da Libertação e pela confessionalidade luterana, e de testemunho evangélico das comunidades lá na sua base. Foi o exercício da missão profética de denúncia e anúncio em vista do Evangelho de Jesus Cristo.
Os objetivos da PPL são promover a reunião e organização de pessoas e grupos de comunidades cristãs engajadas em instituições da sociedade civil, visando prepará-las para ações transformadoras na sociedade, desde uma perspectiva eclesial, bíblico-teológica e sócio-cultural. Implementar a ação pastoral junto a comunidades eclesiais e organizações do movimento social, considerando as dimensões celebrativa, de animação, conscientização e formação. Buscar a transformação da sociedade numa perspectiva libertadora e ecumênica, junto com outros grupos, comunidades eclesiais e segmentos sociais.
A missão da PPL, como parte da igreja de Jesus Cristo, tem como dimensão profética da missão a justiça, igualdade e paz.
"A PPL não é movimento, e sim, uma Pastoral, um projeto da “Igreja do Cuidado”, somos um lugar onde ocorre poimênica e cura d’alma"
Entretanto, o ex-presidente da Federação Luterana Mundial, Gottfried Brakemeier, questiona: "[...] Pastoral Popular Luterana que não se entende como movimento, e, sim, com espaço na IECLB. A diferença me parece mínima."